# Marc Fouchard
Pour les articles homonymes, voir Fouchard.
Marc Fouchard est un réalisateur français né à Tremblay-en-France.

## Biographie
Ancien danseur et autodidacte en matière de cinéma, Marc Fouchard a réalisé des courts métrages dont le très remarqué "les frémissements du thé", shortlisté aux oscars 2017 après un beau parcours dans de très nombreux festivals internationaux. Il a également réalisé un premier long métrage de fiction, Break, sur le milieu du hip-hop en banlieue, sorti en 2018.

## Filmographie

### Courts métrages
- 2012 : Personne(s)
- 2014 : Les Frémissements du thé
- 2018 : Le 8 mars

### Longs métrages
- 2018 : Break
- 2020 : Hors du monde
- 2023 : Le Roi des ombres